# Asia (film)
Pour les articles homonymes, voir Asia.
Pour plus de détails, voir Fiche technique et Distribution.
Asia (en hébreu : אסיה) est un film dramatique israélien de 2020 réalisé par Ruthy Pribar, avec Alena Yiv et Shira Haas dans les rôles principaux. 

## Liminaire
Le film a été créé en ligne au Festival du film de Tribeca 2020 (en raison de la pandémie de Covid-19), où il a remporté les prix de la meilleure actrice (Shira Haas), de la meilleure cinématographie (Daniella Nowitz) ainsi que le prix Nora Ephron (Ruthy Pribar). Après avoir remporté le prix du meilleur film à la 30e cérémonie des Oscars israéliens (Ophir Awards), il a été automatiquement soumis comme candidature israélienne pour le meilleur long métrage international aux 93e Academy Awards. Le film a remporté huit autres Oscars israéliens (Ophir Awards) sur un total de douze nominations, dont la meilleure actrice principale et la meilleure actrice dans un second rôle. Menemsha Films a obtenu les droits de distribution nord-américains du film en juin 2020 et a annoncé sa première en salles au Film Forum de New York en 2020.

## Prémisse
Asia est un film dramatique sur les relations mère-fille,,. Une mère célibataire de 35 ans nommée Asia a immigré à Jérusalem depuis la Russie avec sa fille Vika, où elle travaille comme infirmière dans un hôpital,.

## Fiche technique
- Titre original : Asia
- Réalisation : Ruthy Pribar
- Scénario : Ruthy Pribar
- Photographie : Daniella Nowitz
- Montage : Neta Dvorkis
- Musique : Karni Postel
- Costumes : Inbal Shuki
- Pays d'origine : Israël
- Langue originale : hébreu, russe
- Format : couleur
- Genre : Drame
- Durée : 85 minutes
- Dates de sortie :
  - 2020

## Distribution
- Alena Yiv : Asia
- Shira Haas : Vika
- Tamir Mula : Gabi
- Gera Sandler : Stas
- Eden Halili : Natalie
- Ou Barak : Roy
- Nadia Tichonova : Valentina
- Mirna Fridman : Rose
- Tatiana Machlinovski : Lena
- Evgeny Tarlatzky : Boris

## Récompenses et distinctions
- (en) Asia: Awards, sur l'Internet Movie Database

| Liste des prix et nominations | Liste des prix et nominations                | Liste des prix et nominations         | Liste des prix et nominations | Liste des prix et nominations | Liste des prix et nominations |
| Année                         | Prix                                         | Catégorie                             | Nomination                    | Résultat                      |                               |
| ----------------------------- | -------------------------------------------- | ------------------------------------- | ----------------------------- | ----------------------------- | ----------------------------- |
| 2020                          | Prix de l'Académie israélienne, (prix Ophir) | Meilleure image                       | Ruthy Pribar                  | Lauréat                       |                               |
| 2020                          | Prix de l'Académie israélienne, (prix Ophir) | Meilleure actrice principale          | Shira Haas                    | Lauréat                       |                               |
| 2020                          | Prix de l'Académie israélienne, (prix Ophir) | Meilleure actrice dans un second rôle | Alena Yiv                     | Lauréat                       |                               |
| 2020                          | Prix de l'Académie israélienne, (prix Ophir) | Meilleur montage                      | Neta Dvorkis                  | Lauréat                       |                               |
| 2020                          | Prix de l'Académie israélienne, (prix Ophir) | Meilleur casting                      | Esther Kling                  | Lauréat                       |                               |
| 2020                          | Prix de l'Académie israélienne, (prix Ophir) | Meilleure musique originale           | Karni Postel                  | Lauréat                       |                               |
| 2020                          | Prix de l'Académie israélienne, (prix Ophir) | Meilleure photographie                | Daniella Nowitz               | Lauréat                       |                               |
| 2020                          | Prix de l'Académie israélienne, (prix Ophir) | Meilleure direction artistique        | Tamar Gadish                  | Lauréat                       |                               |
| 2020                          | Prix de l'Académie israélienne, (prix Ophir) | Meilleur maquillage                   | Hila Elkayam                  | Lauréat                       |                               |
| 2020                          | Prix de l'Académie israélienne, (prix Ophir) | Meilleur réalisateur                  | Ruthy Pribar                  | Nomination                    |                               |
| 2020                          | Prix de l'Académie israélienne, (prix Ophir) | Meilleur scénario original            | Ruthy Pribar                  | Nomination                    |                               |
| 2020                          | Prix de l'Académie israélienne, (prix Ophir) | Meilleur design sonore                | Amir Buberman, Seagull & Gull | Nomination                    |                               |
| 2020                          | Prix de l'Académie israélienne, (prix Ophir) | Meilleure conception de costumes      | Inbal Shuki                   | Nomination                    |                               |